# Anomalophylla barberi
Anomalophylla barberi är en skalbaggsart som beskrevs av Sharp 1903. Anomalophylla barberi ingår i släktet Anomalophylla och familjen Melolonthidae. Inga underarter finns listade i Catalogue of Life.